# بزك آباد (قلعة خواجة)
بزك آباد (بالفارسية: بزک‌آباد) هي منطقة سكنية تقع في إيران في قسم قلعة خواجة الريفي. يقدر عدد سكانها بـ 40 نسمة .